# WWE 2K15
WWE 2K15 è un videogioco di wrestling del 2014, sviluppato da Yuke's e Visual Concepts e pubblicato da 2K Sports per PlayStation 3, PlayStation 4, Xbox 360, Xbox One e Microsoft Windows.
Le versioni per PlayStation 3 e Xbox 360 presentano differenze rispetto a quelle per Playstation 4 e Xbox One.

## Sviluppo
I commentatori del gioco sono Michael Cole e Jerry "The King" Lawler, con Justin Roberts come annunciatore.
Per lo sviluppo del gioco è stato usato il nuovo Eco Motion Engine che ha debuttato con NBA 2K14, questo garantisce il massimo realismo possibile sulle scansioni facciali e dei corpi, tra cui il rinnovamento delle luci, che ora tendono più al reale.
2K Games ha svelato che durante il Motion Capture è stato usato per la prima volta in assoluto un vero ring WWE in studio, che ha permesso di aggiungere quasi 1000 nuove animazioni.
Per la prima volta, il commento sarà effettuato in tandem da Lawler e Cole che con oltre 35 ore di nuovo commento, darà una boccata d'aria fresca a quello che era uno dei punti deboli degli ultimi videogiochi usciti riguardanti la WWE.

## Promozione

Una immagine del gioco

Il 10 giugno, all'E3, vengono rivelati i primi personaggi presenti nel videogioco, ovvero John Cena, Hulk Hogan, Cesaro, Bray Wyatt e Roman Reigns. Nella puntata di Raw del 30 giugno, Triple H e Stephanie McMahon rivelano la copertina ufficiale del videogioco che mostra John Cena come testimonial. Il 12 luglio la superstar Darren Young promuove WWE 2K14 e WWE 2K15 al GaymerX, dove tramite Twitter viene annunciato come nuovo membro del roster. Nella puntata di Raw del 14 luglio viene ufficialmente annunciata la presenza nel videogioco di Sting, come bonus per il preordine, che fa quindi il suo debutto nella serie con due personaggi giocabili: appunto Sting e Sting (retro). Il 4 agosto 2K annuncia le modalità "2K Showcase" e "MyCareer", inoltre viene mostrata una prima immagine "in-game". L'8 agosto 2K pubblica altre due immagini "in-game" collegate con la prima. Il 14 agosto Big Show si è recato al Gamescom di Colonia, dove, per promuovere il videogioco, ha annunciato di essere un membro del roster.
Parte del roster è stata rivelata nel SummerSlam Panel presentato da Steve Austin e Renee Young con la partecipazione di Roman Reigns, Cesaro, Sheamus, John Cena, Hulk Hogan e Sting.
Il 16 settembre, 2K Sports annuncia la posticipazione dell'uscita delle versioni per PlayStation 4 e Xbox One rispettivamente al 18 novembre in Nord America e al 21 in Europa. L'editore ha spiegato così il motivo di tale posticipo: "Il tempo di sviluppo supplementare consentirà al nostro team di far sì che WWE 2K15 su Next Gen fornisca la migliore esperienza di gioco possibile".
Il 21 aprile 2015 viene annunciata la versione per Microsoft Windows, la cui uscita è avvenuta il 28 aprile dello stesso anno.

## Modalità di gioco
Il sistema di prese è stato completamente rinnovato: non sarà possibile all'inizio del match realizzare da subito una DDT o un backbreaker, ma premendo il tasto della presa si darà il via al nuovo sistema di chain. I due lottatori entrano nella classica morsa collo-gomito e combattono per guadagnare una posizione di vantaggio. Tutto inizia come la classica morra cinese basata su carta/forbice/sasso - con ognuno dei giocatori impegnato a premere uno dei 3 tasti frontali per rendere ancora più consistente il suo vantaggio. Da questo punto in poi, i giocatori devono destreggiarsi in quello che è sostanzialmente una sfida a forzare una serratura, ruotando lo stick analogico di destra fino a trovare il punto di equilibrio. In questo lasso di tempo, chi si trova in posizione di vantaggio può colpire l'avversario o addirittura torcere qualsiasi arto sia coinvolto nella presa.
Durante le prime fasi si possono sempre portare a segno colpi da fermo o in corsa, così come dedicarsi agli Irish Whip, anche se il vero potenziale del sistema di prese si sblocca solo e soltanto quando si è inflitta una porzione significativa di danni.
I colpi in questa edizione, a differenza della precedente, vengono dati a una velocità in linea con quella con cui le persone tirano calci e pugni nella vita reale, rendendo così le combo più ponderate.
Un'altra modifica sostanziale riguarda le prese: le quattro posizioni di prese a catena sono state eliminate. Terminata la fase iniziale di lotta a colpi di chain, si preme e si tiene premuto il tasto della presa più una direzione per eseguire immediatamente una mossa. Sarà sempre possibile partire da un semplice headlock per dare il via a mosse rudimentali, ma le prese principali saranno effettuabili già da in piedi.
WWE 2K15 introduce un nuovo sistema di stamina che bisogna necessariamente imparare a padroneggiare per poter arrivare all'ambita vittoria. Correndo in cerchio attorno al ring per sottrarsi all'avversario si sfiancherà il proprio lottatore sino al punto di non ritorno, costringendolo a tirare colpi deboli e molli per il resto del match.

## 2K Showcase
2K Showcase sarà suddivisa in due episodi, ognuno dei quali capace di concentrarsi su di un'epica rivalità del passato della WWE. I due episodi saranno: 
- Hustle, Loyalty, Disrespect - racconta la storica rivalità tra CM Punk e John Cena tra il 2011 e il 2013.
- Best Friends, Better Enemies - racconta la storica rivalità tra Shawn Michaels e Triple H tra il 2002 e il 2004.

2K Showcase farà rivivere queste due epiche rivalità mediante una serie di filmati provenienti dal repertorio della WWE, arricchiti dai commenti delle superstar. Nei 33 match disponibili nella modalità, i giocatori avranno il compito di completare una serie di obbiettivi storici, ottenendo dei bonus che permetteranno loro di sbloccare nuove superstar, nuovi titoli e ring attire alternativi. Altre rivalità saranno disponibili tramite i DLC che verranno pubblicati.

### Match della modalità

#### Hustle, Loyalty, Disrespect
1. John Cena vs. CM Punk per il WWE Championship, Money in the Bank 2011;
2. John Cena vs. Rey Mysterio per il WWE Championship, Raw, 25 luglio 2011;
3. John Cena vs. CM Punk per il WWE Championship, SummerSlam 2011;
4. John Cena vs. CM Punk, Raw, 22 agosto 2011;
5. John Cena vs. Alberto del Rio per il WWE Championship, Night of Champions 2011;
6. CM Punk vs. Triple H, No DQ match, Night of Champions 2011;
7. John Cena vs. Alberto del Rio vs. CM Punk, Hell in a Cell match per il WWE Championship, Hell in a Cell 2011;
8. CM Punk vs. Alberto del Rio per il WWE Championship, Survivor Series 2011;
9. CM Punk vs. Big Show, Raw, 16 luglio 2012;
10. CM Punk vs. John Cena per il WWE Championship, Raw 1000;
11. CM Punk e John Cena vs. Daniel Bryan e Big Show, Raw, 13 agosto 2012;
12. CM Punk vs. Big Show vs. John Cena per il WWE Championship, SummerSlam 2012;
13. CM Punk vs. John Cena per il WWE Championship, Night of Champions 2012;
14. CM Punk vs. Ryback, Hell in a Cell match per il WWE Championship, Hell in a Cell 2012;
15. CM Punk vs. John Cena con Mick Foley come special enforcer, Raw, 12 novembre 2012;
16. John Cena vs. CM Punk vs. Ryback per il WWE Championship, Survivor Series 2012;
17. CM Punk vs. The Rock per il WWE Championship, Royal Rumble 2013;
18. The Rock vs. CM Punk per il WWE Championship, Elimination Chamber 2013;
19. CM Punk vs. John Cena, Raw, 25 febbraio 2013.

#### Best Friends, Better Enemies
1. Triple H vs. Shawn Michaels, Unsanctioned Street Fight match, SummerSlam 2002;
2. Kane vs. Triple H, Casket match, Raw, 28 ottobre 2002;
3. Kane e Booker T vs. Triple H e Chris Jericho, Raw, 4 novembre 2002;
4. Kane vs. Chris Jericho vs. Booker T vs. Rob Van Dam vs. Shawn Michaels vs. Triple H, Elimination Chamber match per il World Heavyweight Championship, Survivor Series 2002;
5. Rob Van Dam vs. Shawn Michaels per il World Heavyweight Championship, Raw, 25 novembre 2002;
6. Triple H vs. Rob Van Dam, Raw, 2 dicembre 2002;
7. Shawn Michaels vs. Triple H, Three Stages of Hell per il World Heavyweight Championship, Armageddon 2002;
8. Shawn Michaels, Booker T e Kevin Nash vs. Triple H, Ric Flair e Chris Jericho, Backlash 2003;
9. Shawn Michaels vs. Ric Flair, Bad Blood 2003;
10. Shawn Michaels vs. Batista, Armageddon 2003;
11. Shawn Michaels vs. Triple H per il World Heavyweight Championship, Raw, 5 gennaio 2004;
12. Triple H vs. Shawn Michaels, Last Man Standing match per il World Heavyweight Championship, Royal Rumble 2004;
13. Shawn Michaels vs. Randy Orton, Raw, 7 giugno 2004;
14. Shawn Michaels vs. Triple H, Hell in a Cell match, Bad Blood 2004.

## MyCareer
Si tratta di un'opzione di gioco già utilizzata in NBA 2K14, esclusiva per le console next-gen (PS4, Xbox One) e per PC e adattata al mondo della WWE. I giocatori useranno una superstar creata e seguiranno la sua carriera in WWE.
I giocatori inizieranno la modalità creando una superstar, che verrà allenata al Performance Center a Orlando, in Florida, dall'ex Superstar WWE e allenatore del centro Bill DeMott. Dopo aver completato il tutorial del gioco che spiegherà come potenziare o modificare il proprio personaggio firmeranno un contratto con la WWE e inizieranno a competere a NXT, territorio di sviluppo della WWE per i futuri talenti, dove si continuerà con i match e gli obbiettivi. Qui si incontreranno le nuove e future superstar WWE: Rusev, Adrian Neville, Sami Zayn, Corey Graves, e altri creati dal videogioco, tutti disponibili anche come personaggi giocabili.
Dopo aver affinato le proprie abilità nel settore di sviluppo, i giocatori passeranno al roster principale, dove la General Manager Vickie Guerrero fisserà i match e manterrà concentrate le superstar attraverso ultimatum decisi affinché possano guadagnare dei bonus. I giocatori svilupperanno alleanze e rivalità attraverso azioni comandate su schermate pop-up, contemporaneamente combatteranno nei pay-per-view e negli show come Raw e SmackDown, dove potranno competere per il titolo Intercontinentale o degli Stati Uniti. Successivamente si spianeranno la strada per SummerSlam e WrestleMania, dove la cintura del WWE World Heavyweight Championship sarà in palio come premio più alto della modalità questa non sarà difendibile in quanto la carriera terminerà con la vittoria di quest'ultima.
Le decisioni prese durante il periodo di sviluppo (alleanze, rivalità, interazioni coi social media) influenzeranno le personalità dei giocatori e la reazione del pubblico e possibile visualizzare la personalità tra Face o Heel attraverso una barra nel menu carriera. Come i giocatori procederanno nella modalità, avranno l'occasione di aumentare i propri attributi, acquisire nuove abilità, competenze e mosse, e sbloccare i manager. Tutto questo, insieme al record di vittorie/sconfitte del giocatore, porterà a storyline intrecciate, sorprese e colpi di scena e invoglierà i giocatori a giocare più volte la modalità per scoprire tutti i differenti percorsi di carriera.

## Who Got NXT?
È una modalità esclusiva delle versioni per Xbox 360 e PlayStation 3, dedicata alle superstar del territorio di sviluppo della WWE, NXT.
Come la modalità 2K Showcase, "Who Got NXT?" sarà divisa in sezioni, ognuna dedicata a un wrestler (Sami Zayn, Adrian Neville, Rusev, Corey Graves e Bo Dallas) e suddivisa in quattro match. Se verranno soddisfatti tutti gli obbiettivi di ogni match, verrà sbloccata la superstar protagonista della sezione.
Una volta completate tutte e cinque le sezioni si sbloccherà la modalità interna "Providing Ground", che eredita le caratteristiche della Defeat the Streak di WWE 2K14, in cui si affronterà il volto del videogame e della WWE, John Cena, in un limite di tempo di 30 minuti, con l'obbiettivo di sconfiggerlo con i futuri talenti e guadagnare il maggior numero di punti. John Cena, come The Undertaker in 2K14, sarà controllato dal CPU e sarà molto difficile da sconfiggere. Una volta sconfittolo con le cinque superstar di NXT, verrà reso disponibile l'intero roster del gioco per sfidare il Leader della Cenation. Il punteggio ottenuto dal match contro Cena potrà poi essere caricato nella classifica online.
Completando tutti gli obbiettivi inoltre si sbloccheranno degli altri contenuti relativi a NXT:
- Arena di NXT;
- Arena di NXT ArRIVAL (esclusiva delle versioni PS3 e Xbox 360);
- NXT Championship;
- NXT Tag Team Championship;
- NXT Women's Championship.

## Editor
Anche in WWE 2K15, come nel precedente, vi è la presenza di un ricco editor che permette la creazione di vari elementi come: WWE Superstars, WWE Divas, arene, storyline, mosse finali, ecc. Tuttavia questa funzione conta importanti assenze o limitazioni per quanto riguarda la versione next-gen, tra cui spiccano l'impossibilità di creare Divas (solo modificare parzialmente quelle esistenti), storyline, arene ed una riduzione per quanto riguarda il numero di Superstar creabili, ora sceso a 25. Nonostante ciò è stata aggiunta la possibilità di inserire immagini personalizzate da applicare al viso o al corpo delle Superstars create.

## DLC

### Acceleratore
I giocatori avranno accesso immediato ai contenuti sbloccabili disponibili nel gioco.

### Season Pass
Offrirà ai giocatori un risparmio del 20% sul prezzo dei tre nuovi episodi della modalità 2K Showcase e Paige come esclusivo personaggio giocabile.

### 2K Showcase: One More Match
Questo episodio scaricabile racconterà la rivalità tra le superstar Randy Orton e Christian, svoltasi nel 2011.
Personaggi giocabili (versioni 2011): Christian, Randy Orton, Edge, Mark Henry e Sheamus.
Arene giocabili dal 2011: SmackDown, Extreme Rules, Over the Limit e Capitol Punishment.

### 2K Showcase: Hall of Pain
Questo episodio si concentrerà sui migliori match della superstar Mark Henry.
Personaggi giocabili (versioni 2011): Mark Henry, Big Show, Kane, Jey Uso, Jimmy Uso, Sheamus, The Great Khali, Randy Orton, Daniel Bryan e Ryback.
Arene giocabili: SmackDown (2011), Vengeance (2011) e WrestleMania 29.

### 2K Showcase: Path of the Warrior
L'episodio racconterà la leggendaria carriera del WWE Hall of Famer Ultimate Warrior.
Personaggi giocabili: Ultimate Warrior (1989-1996), Hulk Hogan (1990), André the Giant (1988), Sgt. Slaughter (1991), The Honky Tonk Man (1988), General Adnan (1991), Rick Rude (1990), Randy Savage (1991), Col. Mustafa (1991), The Undertaker (1991) e Hunter Hearst Helmsley (1996).
Personaggi non giocabili: l'annunciatore e Hall of Famer Howard Finkel e i manager Jimmy Hart, Bobby Heenan, Paul Bearer, Sensational Sherri, Sid Justice.
Arene giocabili: WrestleMania VI, WrestleMania VII, WrestleMania XII, SummerSlam (1988, 1990, 1991); Saturday Night's Main Event XXIV e Madison Square Garden.

### WCW Pack
Personaggi giocabili: Bam Bam Bigelow, Diamond Dallas Page, Fit Finlay, Lord Steven Regal e Lex Luger.

### NXT Arrival Pack
Personaggi giocabili: JBL, Adam Rose, The Ascension (Konnor & Viktor) e Emma.

### New Moves Pack
Saranno rese disponibili 30 nuove mosse tra cui una versione alternativa della Sister Abigail di Bray Wyatt dall'angolo, i Multiple Gutwrench Suplex di Cesaro, il Nikki Rack Attack di Nikki Bella, la Running Knee Smash di Brie Bella, così come la Uso Crazy e la Spinning Powerbomb di Jimmy Uso e Jey Uso.

## Hulkamania Edition
Il 4 agosto 2K rivela la Collector's Edition dedicata ad Hulk Hogan: la Hulkamania Edition, anche questa solo per le versioni PS4 e Xbox One.
L'edizione conterrà:
- Una copia di WWE 2K15;
- Confezione "premium";
- Una cartolina con illustrazioni esclusive autografata a mano da Hulk Hogan;
- Una action-figure esclusiva di Funko di Hollywood Hulk Hogan in vinile;
- Un vero pezzo del telo del ring del Raw in cui Hulk Hogan ha fatto il suo ritorno in WWE nel febbraio 2014;
- Due versioni giocabili ed esclusive di Hulk Hogan;
- Due versioni giocabili ed esclusive di Sting.

Il 27 luglio 2015, il DLC in pre-ordine dedicato a Hulk Hogan è stato rimosso dai negozi online PlayStation Network e Xbox Games Store a seguito dello scandalo nato dalle dichiarazioni razziste di Hogan intercettate a sua insaputa anni addietro.

## Roster
| Uomini | Donne | Manager | Leggende |
| --- | --- | --- | --- |
| - Adam Rose - Adrian Neville - Alberto Del Rio - Bad News Barrett - Batista - Big E - Big Show - Bo Dallas - Bray Wyatt - Brock Lesnar - Cesaro - Chris Jericho - Christian - CM Punk - Cody Rhodes - Corey Graves - Curtis Axel - Damien Sandow - Daniel Bryan - Darren Young - Dean Ambrose - Dolph Ziggler - Erick Rowan - Fandango - Goldust - The Great Khali - Jack Swagger - Jey Uso - Jimmy Uso - John Cena - Justin Gabriel - Kane - Kofi Kingston - Konnor - Luke Harper - Mark Henry - The Miz - R-Truth - Randy Orton - Rey Mysterio - Roman Reigns - Rob Van Dam - The Rock - Rusev - Ryback - Sami Zayn - Santino Marella - Seth Rollins - Sheamus - Titus O'Neil - Triple H - Tyson Kidd - The Undertaker - Viktor - William Regal - Xavier Woods | - AJ Lee - Brie Bella - Cameron - Emma - Naomi - Natalya - Nikki Bella - Paige - Summer Rae - Tamina Snuka | - Bill DeMott - Bobby Heenan - General Adnan - Jimmy Hart - John Laurinaitis - Lana - Paul Bearer - Paul Heyman - Ricardo Rodríguez - Sensational Sherri - Sid Justice - Vickie Guerrero - Zeb Colter | - Alberto Del Rio '11 - André the Giant - Bam Bam Bigelow - Batista '03 - Big Show '11 - Booker T - Chris Jericho '02 - CM Punk '11-12 - CM Punk '12-13 - Colonel Mustafa - Daniel Bryan '11 - Daniel Bryan '12 - Diamond Dallas Page - Edge - Fit Finlay - General Adnan - Hulk Hogan - Hulk Hogan '90 - Hollywood Hulk Hogan - The Honky Tonk Man - Hunter Hearst Helmsley - JBL - Jey Uso '13 - Jimmy Uso '13 - Kane '02 - Kane '11 - Kevin Nash - Lex Luger - Lord Steven Regal - Mark Henry (Hall of Pain) - Mark Henry '11 - Randy Orton (Hall of Pain) - Randy Orton '04 - Randy Orton '11 - Randy Savage - Ric Flair - Rick Rude - Ryback '13 - Sgt. Slaughter - Shawn Michaels - Sheamus (Hall of Pain) - Sheamus '11 - Steve Austin - Sting '91 - Sting '99 - The Ultimate Warrior - The Ultimate Warrior '88-96 - The Undertaker '91 |

### Tag team e stable
- The Bella Twins
- The Brotherhood
- Evolution
- R-Truth & Xavier Woods
- RybAxel
- The Shield
- The Usos
- The Wyatt Family

### Campioni
- WWE World Heavyweight Champion: Brock Lesnar
- WWE Intercontinental Champion: Dolph Ziggler
- WWE United States Champion: Sheamus
- WWE Tag Team Champions: Jey Uso & Jimmy Uso
- WWE Divas Champion: AJ Lee
- NXT Champion: Adrian Neville
- WWE Smoking Skull Champion: Steve Austin